# Tanah Merah (Perbaungan)
Tanah Merah is een bestuurslaag in het regentschap Serdang Bedagai van de provincie Noord-Sumatra, Indonesië. Tanah Merah telt 2787 inwoners (volkstelling 2010).